# Nationalpark Abşeron
Der Nationalpark Abşeron (aserbaidschanisch Abşeron Milli Parkı) ist ein Nationalpark auf der Halbinsel Abşeron im Stadtbezirk Xəzər im Meeresküstenbereich des Kaspischen Meeres der Gemeinde Zirə in Aserbaidschan. Der Nationalpark wurde am 8. Februar 2005 mit einer Fläche von 7,83 km² deklariert. Unter den aserbaidschanischen Nationalparks wird der Park von ausländischen Touristen am meisten besucht.

## Beschreibung

### Geographie
Auf der Halbinsel Abşeron befindet sich der Nationalpark im Südosten und erstreckt sich in einem Halbkreis in das Kaspische Meer. Der Nationalpark und die angrenzenden Flächen sind ein Überwinterungsgebiet für viele Zugvögel. Der größte Teil der Flächen besteht aus einer offenen, semiariden, baumlosen Graslandschaft, einer Steppenlandschaft und einer Dünenlandschaft mit Sandstränden, Flachwasserbereichen und Salzseen am Kaspischen Meer.

### Flora
Der Nationalpark beherbergt eine Vielzahl an Pflanzenarten unter anderem Crepis micrantha, die Wilde Möhre (Daucus carota subsp. carota), die Stechende Binse (Juncus acutus), Arten aus der Gattung Strandflieder (Limonium), das Schilfrohr (Phragmites australis), der Sand-Wegerich (Plantago arenaria), die Heidetamariske (Tamarix ramosissima) und die seltenen Arten Convolvulus persicus und Ephedra distachya.

### Fauna
Im Nationalpark wurden unter anderem die Spießente (Anas acuta), die Zwergscharbe (Microcarbo pygmeus), der Wolf (Canis lupus), der Goldschakal (Canis aureus), die Maurische Landschildkröte (Testudo graeca), die Kaspische Bachschildkröte (Mauremys caspica), die Würfelnatter (Natrix tessellata), die Stockente (Anas platyrhynchos), das Blässhuhn (Fulica atra), die Ringelnatter (Natrix natrix), die Graugans (Anser anser), der Haubentaucher (Podiceps cristatus), der Stelzenläufer (Himantopus himantopus), die Krickente (Anas crecca), die Kolbenente (Netta rufina), die Zwergtrappe (Tetrax tetrax), die Silbermöwe (Larus argentatus), der Schwarzmilan (Milvus migrans), der Rothalstaucher (Podiceps grisegena), die Levanteotter (Macrovipera lebetina), die Knäkente (Spatula querquedula), der Savannenadler (Aquila rapax), die Löffelente (Spatula clypeata), der Braunbrustigel (Erinaceus europaeus), der Rotfuchs (Vulpes vulpes), der Flussuferläufer (Actitis hypoleucos), der Seeregenpfeifer (Charadrius alexandrinus) und die Rohrweihe (Circus aeruginosus) nachgewiesen. Weitere Vogelarten wurden im Nationalpark beobachtet zum Beispiel die Felsentaube (Columba livia), die Türkentaube (Streptopelia decaocto), die Palmtaube (Spilopelia senegalensis), der Kuckuck (Cuculus canorus), der Mauersegler (Apus apus), der Kiebitz (Vanellus vanellus), der Sandregenpfeifer (Charadrius hiaticula), der Flussregenpfeifer (Charadrius dubius), die Rotflügel-Brachschwalbe (Glareola pratincola), die Dünnschnabelmöwe (Chroicocephalus genei), der Blauwangenspint (Merops persicus), der Schwarzstirnwürger (Lanius minor) und das Pallasschwarzkehlchen (Saxicola maurus).

### Arten der Roten Liste
Als gefährdete Arten, die im Nationalpark Abşeron vorkommen können und in die „Rote Liste Aserbaidschans“ aufgenommen wurden, sind die Kaspische Robbe (Pusa caspica), die Kropfgazelle (Gazella subgutturosa), das Purpurhuhn (Porphyrio porphyrio), die Moorente (Aythya nyroca), der Höckerschwan (Cygnus olor), der Purpurreiher (Ardea purpurea), der Rosaflamingo (Phoenicopterus roseus) und der Krauskopfpelikan (Pelecanus crispus).

### Galerie

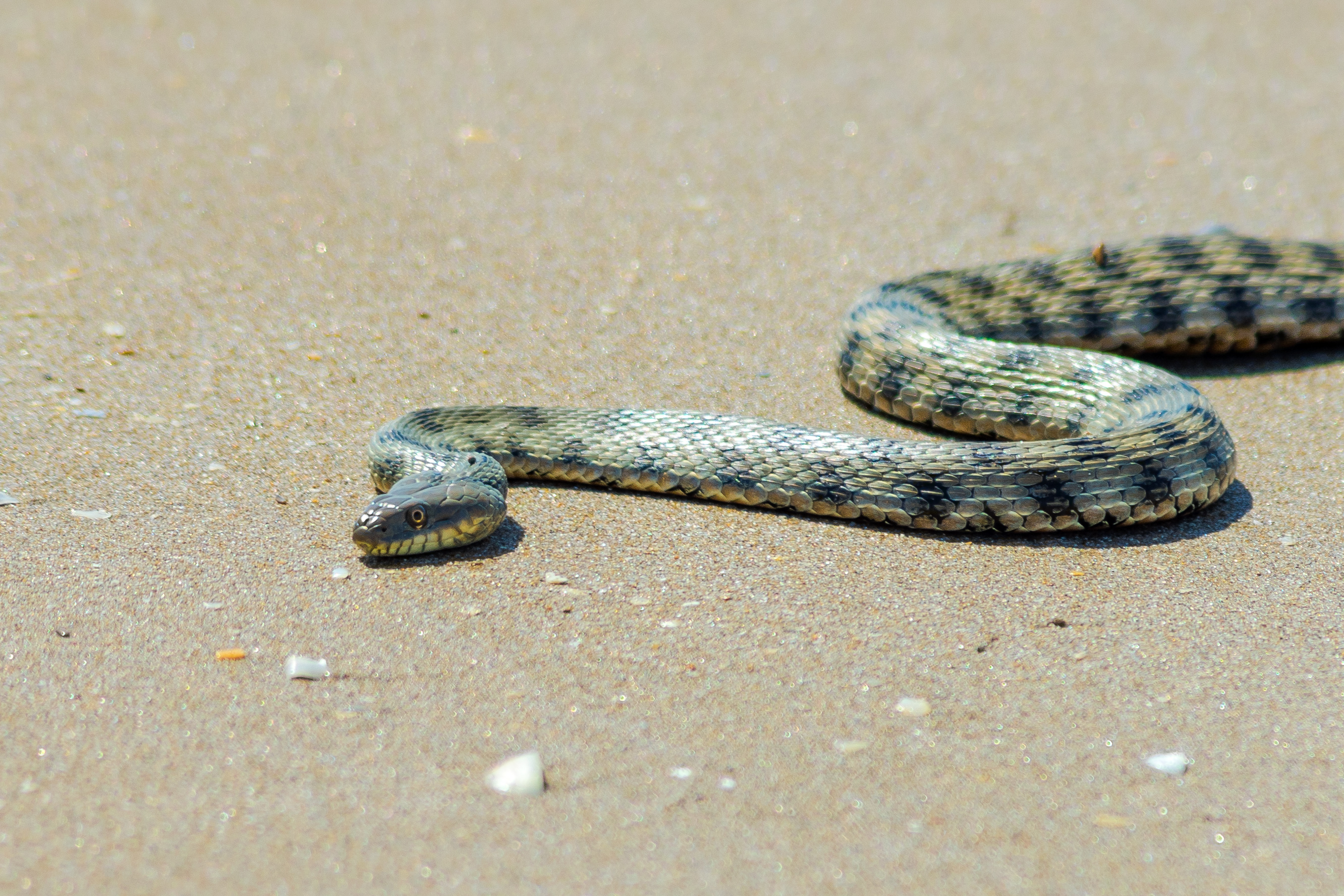
Würfelnatter (Natrix tessellata) im Nationalpark Abşeron
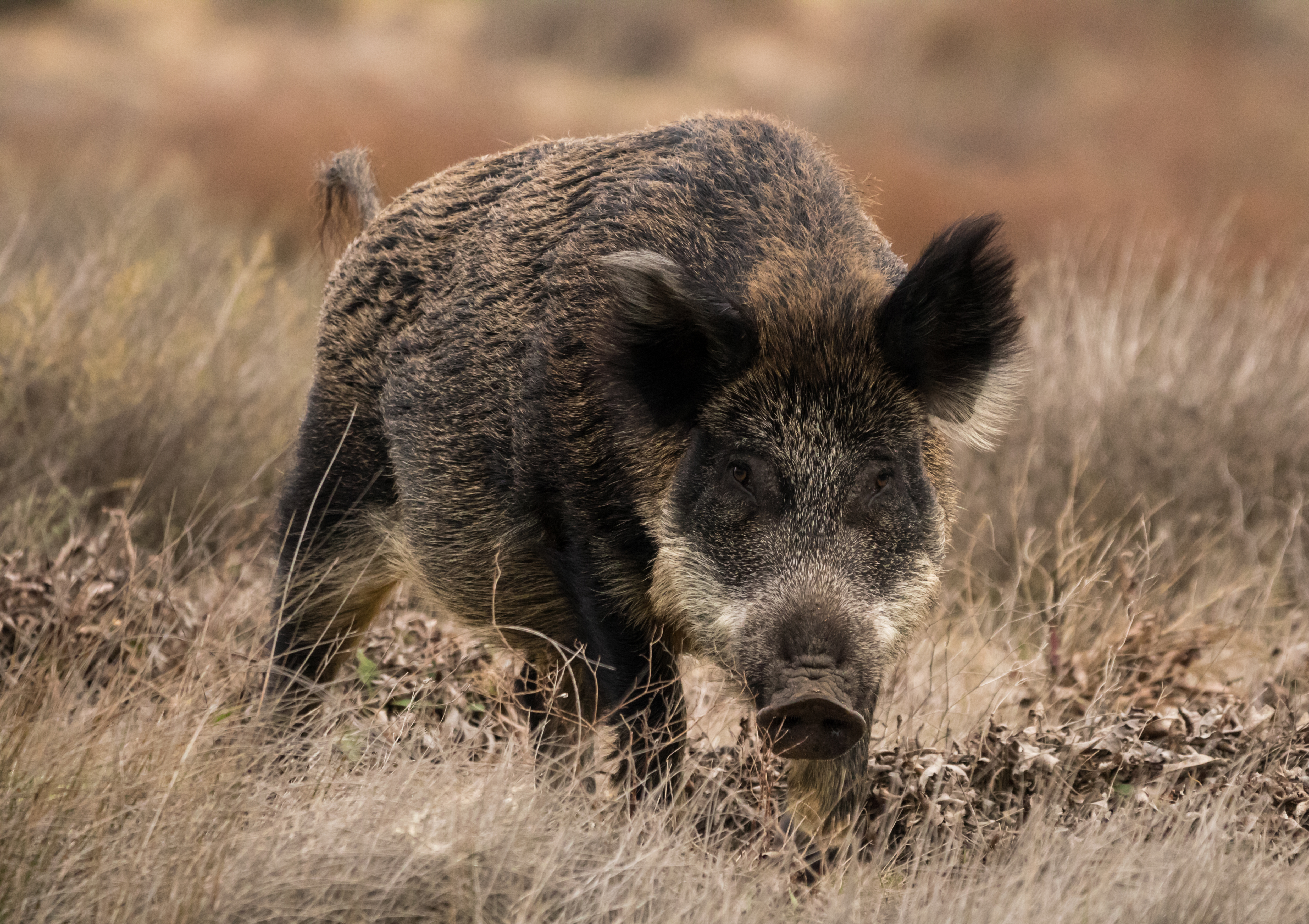
Wildschwein (Sus scrofa) im Nationalpark Abşeron

## Schutzziele
Das Hauptziel der Deklaration des Nationalparks lag in der Erneuerung und dem Erhalt der biologischen Vielfalt in den besonderen Lebensräumen in dieser von menschlichen Aktivitäten stark beeinträchtigten Region. Weitere Ziele waren der Aufbau und Ausbau von Ökotourismus, die Etablierung und Ausweitung von Bildungsforschungen.